# Unité urbaine de Bâle (SUI)-Saint-Louis (partie française)
Pour les articles homonymes, voir Bâle-Saint-Louis.
L'unité urbaine de Bâle (SUI)-Saint-Louis (partie française) est une unité urbaine française centrée sur Saint-Louis, ville-frontière du Haut-Rhin aux portes de la Suisse et de Bâle, au cœur de la cinquième agglomération urbaine de l'Alsace.

## Données générales
En 2010, selon l'INSEE, l'unité urbaine était composée de six communes.
En 2020, à la suite d'un nouveau zonage, elle est composée des six mêmes communes. 
En 2022, avec 41 915 habitants, elle représente la 3e unité urbaine du département du Haut-Rhin, après les unités urbaines de Mulhouse (1er rang départemental) et de Colmar (2e rang départemental) et avant les unités urbaines de Thann-Cernay (4e rang départemental) et de Guebwiller (5e rang départemental), ces deux dernières ayant également plus de 20 000 habitants, le département du Haut-Rhin recensant cinq unités urbaines de plus de 20 000 habitants au recensement de 2020.
Dans la région Grand-Est où elle se situe, elle occupe le 15e rang régional après l'unité urbaine de Longwy (partie française) (14e rang régional) et avant l'unité urbaine de Saint-Dié-des-Vosges qui se positionne au 16e rang régional selon les données du recensement de 2020.
En 2021, sa densité de population s'élève à 900 hab/km2. Par sa superficie, elle ne représente que 1,32 % du territoire départemental mais, par sa population, elle regroupe 5,46 % de la population du département du Haut-Rhin.

## Délimitation de l'unité urbaine en 2020
Elle est composée des six communes suivantes :
| Nom                        | Code Insee | Département | Statut       | Superficie (km2) | Population (dernière pop. légale) | Densité (hab./km2) | Modifier                                    |
| -------------------------- | ---------- | ----------- | ------------ | ---------------- | --------------------------------- | ------------------ | ------------------------------------------- |
| Saint-Louis (ville-centre) | 68297      | Haut-Rhin   | ville-centre | 16,85            | 22 530 (2022)                     | 1 337              | modifier les données · modifier les données |
| Buschwiller                | 68061      | Haut-Rhin   | banlieue     | 4,16             | 1 053 (2022)                      | 253                | modifier les données · modifier les données |
| Hégenheim                  | 68126      | Haut-Rhin   | banlieue     | 6,70             | 3 403 (2022)                      | 508                | modifier les données · modifier les données |
| Hésingue                   | 68135      | Haut-Rhin   | banlieue     | 9,14             | 2 902 (2022)                      | 318                | modifier les données · modifier les données |
| Huningue                   | 68149      | Haut-Rhin   | banlieue     | 2,86             | 7 410 (2022)                      | 2 591              | modifier les données · modifier les données |
| Village-Neuf               | 68349      | Haut-Rhin   | banlieue     | 6,83             | 4 617 (2022)                      | 676                | modifier les données · modifier les données |

## Évolution démographique
| 1968   | 1975   | 1982   | 1990   | 1999   | 2009   | 2014   | 2021   |
| ------ | ------ | ------ | ------ | ------ | ------ | ------ | ------ |
| 27 508 | 32 039 | 32 836 | 33 509 | 34 546 | 36 548 | 38 339 | 41 855 |